# Pokuta (powieść Iana McEwana)
Pokuta (ang. Atonement) – powieść brytyjskiego pisarza Iana McEwana. Jest uznawana za jedno z jego najlepszych dzieł. W 2001 roku Pokuta była nominowana do nagrody za najlepszą anglojęzyczną powieść. McEwan wcześniej otrzymał nagrodę Bookera za swoją poprzednią książkę Amsterdam. W dodatku magazyn Time ogłosił Pokutę najlepszym dziełem roku i umieścił ją na liście stu największych powieści w historii.
Pokuta została nominowana do wielu nagród, z których część zdobyła.
McEwan wykorzystał kilka technik stylistycznych, m.in. metafikcję i realizm psychologiczny.
W 2007 roku powstała filmowa adaptacja pod takim samym tytułem.